# Sint-Trudoabdij (Brugge)
De Sint-Trudoabdij, een voormalige abdij, is een klooster van de Reguliere Kanunnikessen van het Heilig Graf dat van 1954 tot 2013 was gevestigd in het kasteel van Male te Male, Sint-Kruis, Brugge.

## Geschiedenis
Het ontstaan van de Sint-Trudoabdij zou teruggaan tot ca. 1050, wanneer de kluizenaar Everelmus zich zou vestigen bij de ingang van de stad Brugge, waar de weg van Gent de Reie kruist. Hij bouwde er een bescheiden bidplaats en wijdde die toe aan de H. Bartholomeus. Zoals andere kluizenaars kreeg Everelmus volgelingen. Er vormde zich een gemeenschap, die in het charter van 1130 vermeld wordt als servi Dei (de dienaren van God) aan wie de graaf Diederik van de Elzas het stuk grond in Roya vivario meo - waarop zij reeds woonden - in eigendom schonk. In de gemeenschap van de servi Dei of pauperes Christi monachis van ten Eekhoute ontstond bij de groter wordende groep behoefte aan meer organisatie. Rond 1146 sloten ze daarom aan bij de congregatie van de reguliere kanunniken van Arrouaise. Ten Eekhoute werd tot abdij verheven, met Lambertus als eerste abt.
De regel van Arrouaise schreef voor dat de vrouwelijke leden van de abdij afzonderlijk moeten wonen. Het hof van Odegem (Steenbrugge), dat toebehoorde aan de Sint-Maartenabdij te Doornik, werd vanaf 1149 hun nieuwe woonplaats. Bij het hof te Odegem behoorde een kerkje, toegewijd aan de H. Trudo. Om deze reden aanvaardden de zusters de H. Trudo als hun patroonheilige. Het Sint-Trudoklooster werd een priorij die afhankelijk bleef van de Eekhoutabdij. Pas in 1180 kreeg de abdij de pauselijke bevestiging; in de oorkonde was er voor het eerst sprake van reguliere kanunniken die leven volgens de regel van Augustinus.
Stilaan ontstonden er moeilijkheden tussen de Eekhoutabdij en het Sint-Trudoklooster, die gaandeweg leidden tot een breuk tussen de twee gemeenschappen. Op hun beider voorspraak werd op 23 augustus 1248 door Walter van Marvis, bisschop van Doornik, de scheiding uitgesproken tussen de Sint-Trudozusters en de kanunniken van de Eekhoutabdij. In hetzelfde jaar sloten de zusters zich aan bij de congregatie van Saint-Victor en werd de priorissa Usilia tot abdis gewijd. Om hen op dreef te helpen liet de bisschop enkele zusters uit de abdij van Roesbrugge, die al eerder bij Saint-Victor was aangesloten, overkomen.
In 1261 was er een blikseminslag waarbij de kerk en het klooster afbrandden en ook enkele zusters omkwamen. Hierop werden kerk en klooster herbouwd, maar nu iets dichter bij de weg van Kortrijk.
In 1456 namen de zusters de regel aan van de Congregatie van Windesheim en dit had ook zijn gevolgen voor de parochie, waarvan de abdij het patronaatsrecht bezat. In 1503 werd de parochie zelfs bij het klooster ingelijfd. Er volgde een periode van bloei die duurde tot 1560.
Met de Reformatie kwam er een einde aan deze bloeiperiode. In 1566 moesten de zusters voor de geuzen naar Brugge vluchten en kochten daar het refugehuis van Sint-Baafs op de Garenmarkt. Zij konden in 1567 weliswaar terugkeren, maar moesten in 1572 opnieuw vluchten. Toen ze terugkeerden moesten ze al hun goederen verkopen. Het klooster werd door de Gentenaars geplunderd in 1579 en gebrandschat in 1580. Later had ook de Sint-Trudohoeve nog last van zich misdragende Spaanse en later Franse troepen.
De zusters vestigden zich toen te Brugge, waar ze het klooster der Staelyzerbroeders aan de Nieuwe Gentweg hadden gekocht. Ze bleven daar tot aan de Franse Revolutie, toen de abdij in 1796 door de Franse troepen werd opgeheven. In 1797 mochten ze de Sint-Trudohoeve terugkopen, maar deze werd in 1803 door de zusters op lijfrente verkocht om in het levensonderhoud van de zusters te kunnen voorzien. Deze zusters onderhielden contact met elkaar.

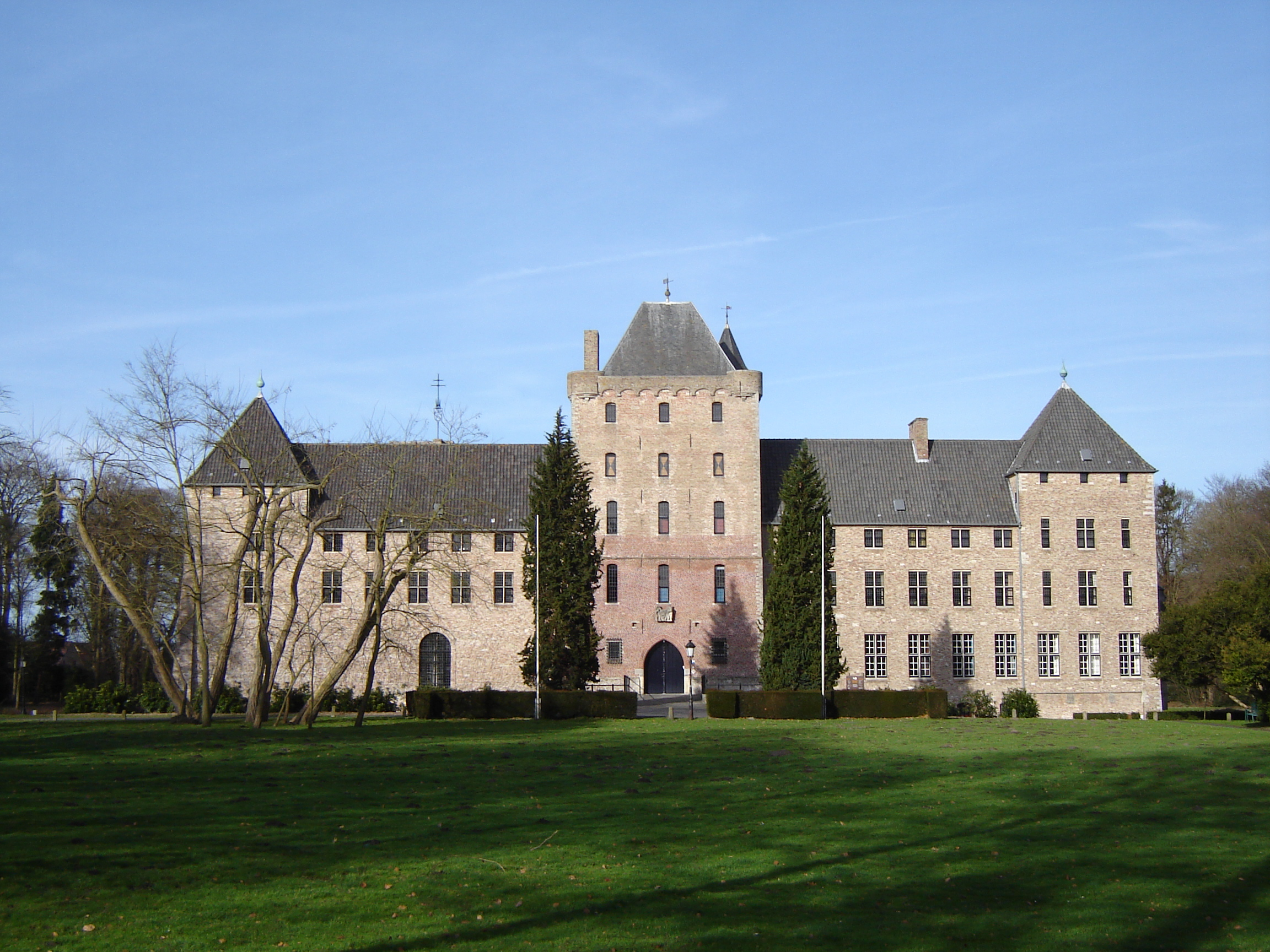
Sint-Trudoabdij te Male

In 1816 werd de abdij aan de Nieuwe Gentweg te Brugge heropgericht door zeven zusters. Dezen sloten zich in 1866 aan bij de Congregatie van Lateranen. Na de Eerste Wereldoorlog kwamen er grote problemen en sedert 1921 kwamen er geen novicen meer bij. In 1949 begon het tij echter weer te keren. Men sloot zich aan bij de Orde van het Heilig Graf, die een priorij te Lochem had, die later naar Maarssen verplaatst werd. In 1952 werden de Brugse kanunnikessen officieel in deze orde opgenomen. Vijf kanunnikessen uit Lochem en drie uit Turnhout versterkten de groep.
In 1952 nam Zuster Maria-Jozefa mee het initiatief van samensmelting van haar congregatie met de Sint-Trudoabdij in Brugge. Deze werd in 1954 verplaatst naar het kasteel van Male te Male, een wijk in de Brugse deelgemeente Sint-Kruis. De gemeenschap groeide geleidelijk aan tot 30 leden. Een belangrijke rol zou het gastenverblijf gaan vervullen. In 1963 werd de priorij weer tot abdij verheven met zuster Adelheid Goedertier als eerste abdis. Veel aandacht wordt aan de liturgie besteed. Van 1978 tot 1995 werd gewerkt aan het op muziek zetten van het Nederlandstalig Getijdengebed.
In 2011 verkochten de laatste zusters de abdij aan een privépersoon. In oktober 2013 verlieten zij hun klooster en vestigden zich in Sint-Pieters-Brugge.

## Galerij

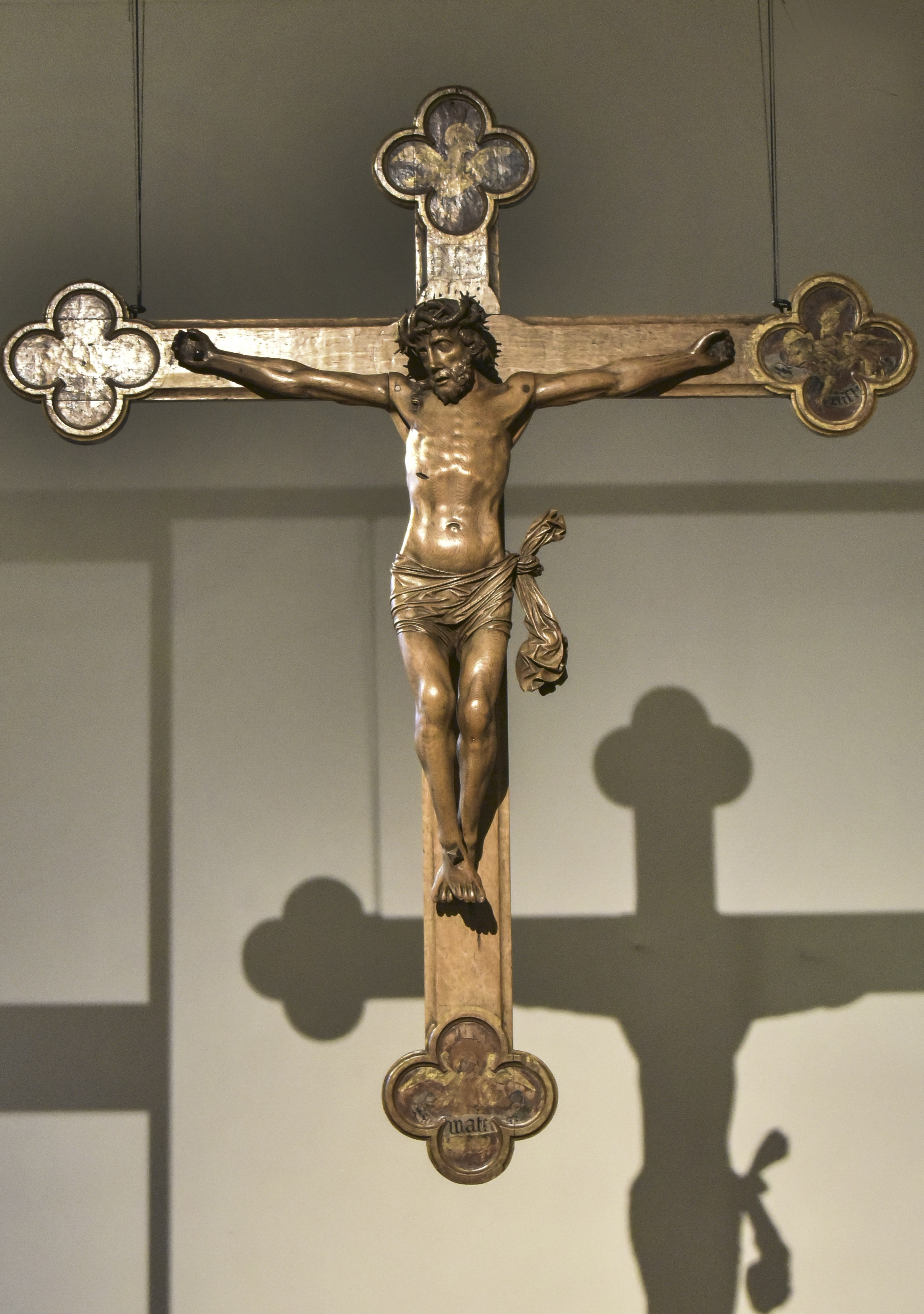
Triomfkruis uit de voormalige abdij, nu in Abdij van Park
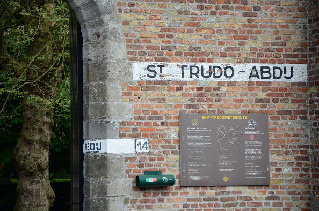
Poort